# المنصورة (حلب)
المنصورة قرية في منطقة جبل سمعان في محافظة حلب في سوريا. تقع على بعد حوالي 10 كم غرب مدينة حلب. توجد فيها الكثير من المعامل و خصوصاً معامل الأدوية.